# Lago de Rius
El lago de Rius (en occitano estanh de Rius) es un lago de origen glaciar situado a 2310 metros de altitud, en el municipio del Alto Arán en la comarca del Valle de Arán. 
Cerca del lago de Rius se encuentra el lago Tort de Rius, sus aguas alimentan al río o arriu de Valarties que se une al río Garona en la localidad de Arties, el lago de Rius tiene una superficie de 13 ha.
Coronando el lago se encuentra el Tuc de Sarrahèra, la senda de gran recorrido (GR-11) o senda Pirenaica bordea el lago a su paso por el Valle de Arán.  

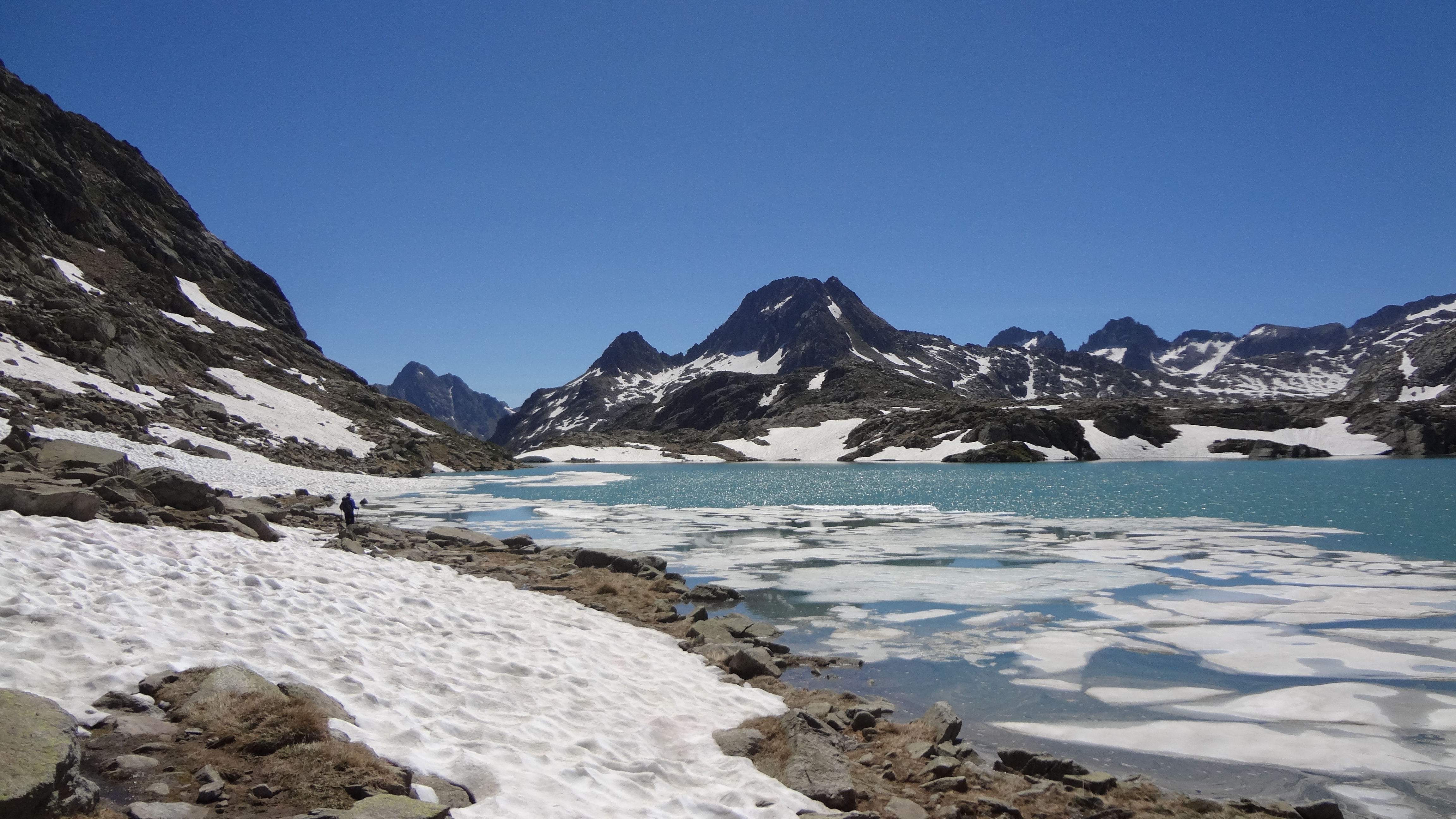
Vista del lago de Rius